# Fray Bentos
Fray Bentos (phát âm tiếng Tây Ban Nha: [fɾai̯ ˈbentos]) là một thành phố cảng bên bờ sông Uruguay và là thủ phủ của tỉnh Río Negro, tây nam Urugoay. Đây là một trong những cảng quan trọng nhất của quốc gia. Thành phố là nơi có khuôn viên Đại học Công nghệ, bên cạnh khu phức hợp công nghiệp Anglo del Uruguay, một di sản thế giới được UNESCO công nhận từ năm 2015. Ngoài ra là một trong những nhà máy bột giấy lớn nhất thế giới nằm gần Fray Bentos và cầu Libertador General San Martín, là trung tâm tranh chấp chính trị lớn nhất giữa Uruguay và Argentina trong thế kỷ 21.

## Vị trí
Nó gần biên giới với Argentina và nằm về phía Bắc Buenos Aires khoảng 160 km và cách thủ đô Montevideo 309 km về phía đông nam thành phố.

## Lịch sử
Thị trấn ban đầu được thành lập với tên gọi là "Villa Independencia" (Dinh thự Độc lập) theo Nghị định ngày 16 tháng 4 năm 1859.
Sau đó nó trở thành thủ phủ của tỉnh Río Negro vào ngày 7 tháng 7 năm 1860 theo Đạo luật số 1475. Đến ngày 16 tháng 7 năm 1900, nó được nâng lên trở thành một "thành phố" (Ciudad) theo Đạo luật số 2656. Tên của nó có nghĩa là "Friar Benedict", có nguồn gốc từ một linh mục sống ẩn dật.
Trong lịch sử, thành phố có ngành công nghiệp chính là chiết xuất thịt. Một nhà máy công nghiệp thuộc sở hữu của Công ty Chiết xuất thịt Liebig được thành lập vào năm 1863 trước khi đóng cửa vào năm 1979, tức là hoạt động 117 năm. Một bảo tàng lịch sử địa phương đã thiết lập tại nhà máy này vào tháng 3 năm 2005.

## Nền kinh tế
Năm 1899, một công ty được gọi là "Anglo" bắt đầu làm thịt bò muối và được bán ở Anh với thương hiệu "Thịt bò muối Fray Bentos". Năm mươi năm sau, công ty đã đa dạng hóa thêm các món súp, thịt viên và trái cây đóng hộp. Trong những năm 1990, Fray Bentos chuyển hướng qua chế biến bánh nướng và bánh tráng miệng được thực hiện bởi nhà sản xuất Campbell Soup. Tuy nhiên, đến năm 2006 thì chi nhánh "Campbell Anh" đã bị mua lại bởi Premier Foods.
Botnia SA là một công ty con của công ty Metsä-Botnia đã xây dựng một lượng lớn các nhà máy cellulose ở Fray Bentos để tẩy trắng và sản xuất bột giấy từ gỗ bạch đàn. Công việc sản xuất bắt đầu vào tháng 11 năm 2007 với lô hàng đầu tiên được xuất khẩu vào tháng 12 năm 2007 từ cảng Nueva Palmira. Tổng mức đầu tư của dự án là 1 tỷ USD, và nhà máy đi vào hoạt động tạo việc làm cho khoảng 8.000 người. Tuy vậy, dự án không phải là không gặp trở ngại. Ngày 30 tháng 4 năm 2005, khoảng 40.000 người Argentina đến từ tỉnh Entre Ríos cùng nhóm môi trường của hai quốc gia đã chặn cây cầu nối giữa hai quốc gia để phản đối và gây áp lực buộc Chính phủ Uruguay phải ngừng việc cho xây dựng các nhà máy khi cho rằng, nước sông Uruguay bị ô nhiễm nghiêm trọng từ dự án trên. Ngày 20 tháng 12 năm 2005, Ngân hàng Thế giới qua một nghiên cứu đã kết luận rằng, các nhà máy không có tác động tiêu cực đến môi trường cũng như các ngành khác.

## Viện bảo tàng và văn hóa

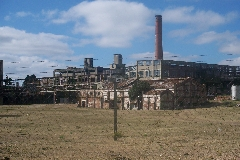
Một nhà máy đóng hộp cũ ở Fray Bentos

Fray Bentos có một Bảo tàng Cách mạng công nghiệp tại nhà máy chế biến thịt cũ của Công ty Liebig, nơi từng có hàng ngàn người làm việc. Khi nhà máy bị đóng cửa, một bảo tàng độc đáo với những máy móc thiết bị gốc cùng những hiện vật tạo tác văn hóa xã hội của cuộc cách mạng công nghiệp ở Fray Bentos đã được hình thành để hiển thị cho cả thế giới thấy. Các cuộc triển lãm tại bảo tàng mang mục đích giáo dục và du lịch. Di sản còn lại là các tòa nhà, máy móc sử dụng trong việc chế biến và chiết xuất thịt, máy bơm nước Merryweather 1893, một nhà máy đóng hộp hoàn chỉnh, một phòng thí nghiệm và một nhà máy được dùng như là nơi nấu chín thịt.
Thành phố cũng là nơi có bảo tàng về các tác phẩm của họa sĩ và điêu khắc Luis Alberto Solari, một người con của Fray Bentos. Một địa điểm văn hóa quan trọng khác là Nhà hát Miguel Young được xây dựng vào năm 1913 bởi kiến trúc sư Antonio Llambias de Olivar.
Trong văn học, nhân vật chính trong truyện ngắn "Funes the Memorious" của nhà văn nổi tiếng người Argentina Jorge Luis Borges tới từ Fray Bentos.

## Thể thao
Fray Bentos tham gia giải đấu bóng đá riêng của tỉnh Río Negro, một giải đấu được thành lập vào năm 1912 với 14 đội tham dự. Các câu lạc bộ đáng chú ý của thành phố như Fray Bentos FC, Club Atlético Anglo và Laureles FC.